# Мегврекиси
Мегврекиси (груз. მეღვრეკისი) — село в Грузии, в Горийском муниципалитете края Шида-Картли, в общине села Тиндзриси.

## Расположение
Расположено на Картлийской равнине, на левом берегу реки Большая Лиахви, на высоте 840 метров над уровнем моря. Отдалено на 30 километров от города Гори.

## Население
По результатам официальной переписи населения 2014 года в Мегврекиси проживало 783 человек (397 мужчин и 386 женщин).
| Год  | Численность |
| ---- | ----------- |
| 2002 | 831         |
| 2014 | ▼ 783       |

## Инфраструктура
В селе функционирует публичная школа с 12 классным обучением.